# 찬넬동자개
찬넬동자개(영어: Channel catfish, 학명: Ictalurus punctatus), 또는 찬넬 메기는 메기목 붕메기과에 속하는 잡식성 민물고기다. 원래 미국 걸프 해안, 미시시피 강 유역과 멕시코의 강에 분포했으나 양식종으로 여러 나라에 도입되면서 유럽, 아시아 및 남미에도 서식하고 있다. 몸은 원통형이며 비늘이 없다. 등지느러미와 꼬리지느러미 사이에 기름지느러미를 가지고 있다. 입 주변에 메기목의 특징인 수염을 가지고 있다. 이빨은 거의 없으며 먹이를 통째로 삼킨다.
미국에서 가장 많이 어획되는 메기 종으로 연간 약 800만명의 낚시꾼들이 찬넬동자개를 낚는다. 식용으로도 인기가 많아 찬넬동자개의 양식 산업이 빠르게 발전했다. 다른 여러 나라에도 양식종으로 도입되었으나 법적 침입종으로 규정하고 있는 나라도 많다.

## 서식지
찬넬동자개는 담수, 해수 및 기수에서 살 수 있는 광염성 어류이나 주로 담수에서 발견된다. 호수, 저수지, 연못, 강과 같은 다양한 수역에 서식한다. 서식하는 수심은 다양하게 보고되고 있으나 낮 시간 동안에는 주로 은신처를 제공하는 밑바닥이나 구멍에서 발견된다. 자갈, 모래, 바위와 같은 바닥이 있는 곳에서도 종종 발견되며 특히 깨끗한 물과 진흙 바닥을 선호한다.

## 생김새

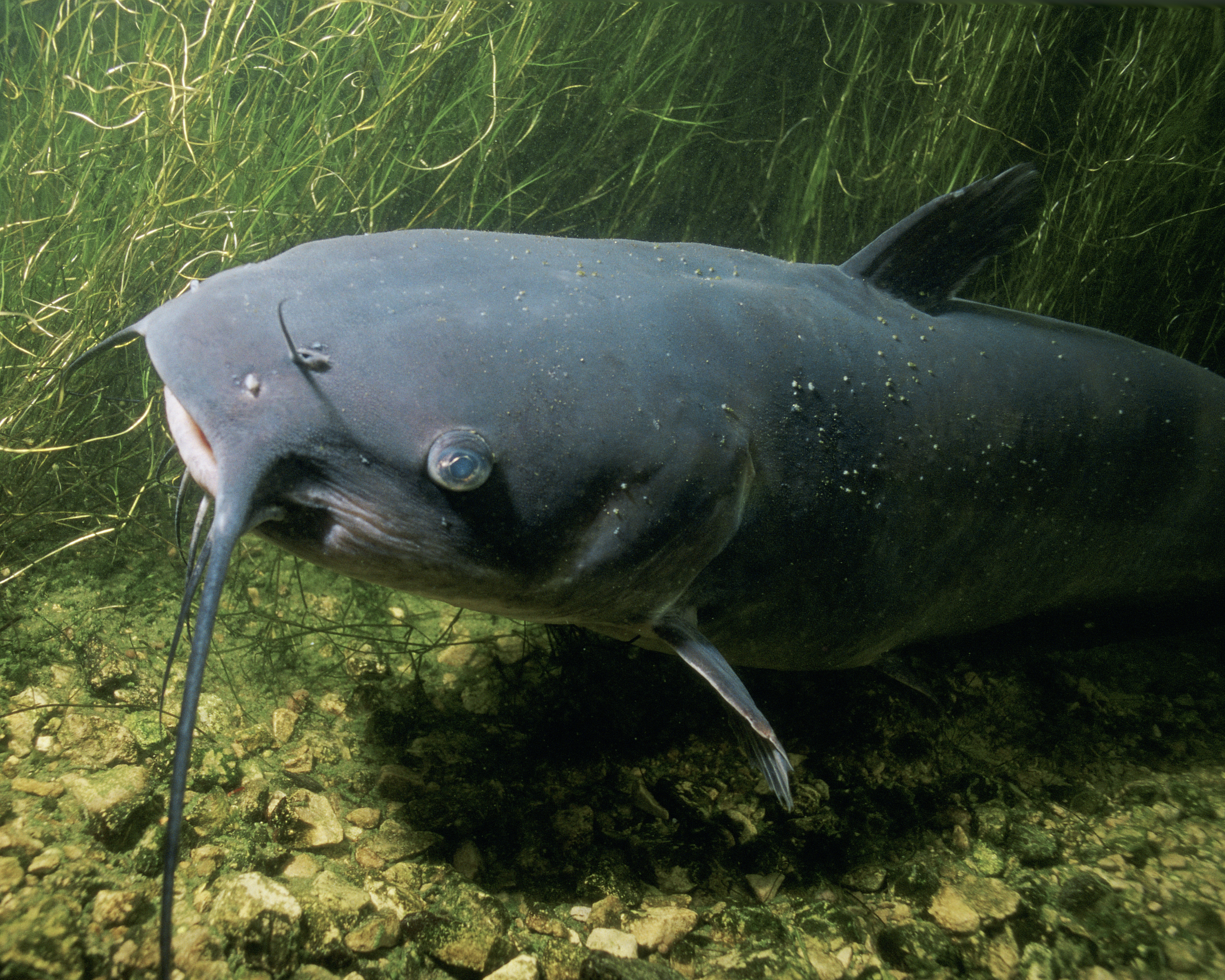
Ictalurus punctatus

찬넬동자개는 비늘이 없고 좌우대칭의 원통형 몸통을 가진 조기어류이다. 다른 미국산 메기와는 다르게 갈라진 꼬리지느러미의 윗부분이 더 크다. 몸 전체의 색은 담청색, 올리브색, 또는 검은색 등으로 다양하며 복부 부분은 하얗다. 물이 맑지 못한 곳에서는 올리브색 또는 누르스름한 흰색을 띄며 물이 맑은 곳에서는 훨씬 검은색을 띈다. 입의 수염은 3쌍으로 위턱에 1쌍, 아래턱에 2쌍이 있다. 위턱은 아래턱보다 돌출되어 있다. 등지느러미와 가슴지느러미에는 날카롭고 단단한 가시가 있다. 항문지느러미에는 24~29개의 빗살이 있다. 등지느러미와 꼬리지느러미 사이에 있는 기름지느러미에는 빗살이 없다. 일반적으로 수컷이 암컷보다 머리가 크며 체색이 어두운 편이다.

## 번식
찬넬동자개는 태어난 지 2~3년 정도가 되면 성 성숙한다. 산란기는 4월~8월로 여름철이지만 그보다 조금 일찍 짝을 맺는다. 찬넬동자개는 일자일웅(一雌一雄)으로 수컷과 암컷 1쌍이 짝을 맺으며 이 관계는 그 산란기 동안에만 유지된다. 암컷은 주로 1년에 1번만 짝짓기를 하며 수컷은 그 이상 할 수 있다. 짝을 맺은 수컷과 암컷 중 하나 혹은 둘 다가 바위 틈이나 구멍 등에 둥지를 짓는다. 밑이 잘린 제방이나 이끼 틈, 물에 잠긴 통나무 등의 어둡거나 외딴 곳을 산란 장소로 선택하는 경우도 있다. 짝짓기는 수컷과 암컷이 반대로 헤엄을 치며 서로의 꼬리로 상대의 머리를 감싸며 시작된다. 수컷이 몸을 떨면 암컷은 자극을 받고 알과 이리가 방출된다. 방출된 알은 둥지에 쌓인다. 짝짓기 후에 수컷은 암컷을 쫓아내고 알이 부화할 때까지 지킨다. 알은 매우 접착력이 강하며 크고 평평한 젤라틴 덩어리에 쌓여있다. 수컷은 알이 부화할 때까지 포식자로부터 알을 보호하며 지느러미를 이용해 산소를 공급해준다. 알은 24~26 °C에서 7~10일, 또는 24 °C에서 6일 후에 부화한다. 부화 과정에서 수컷은 알의 일부를 먹기도 하는데 이는 다른 메기 종에서는 보고되지 않은 사실이다. 부화한 자어는 둥지 근처에서 며칠동안 머무르며 수컷은 그들이 흩어질 때까지 보호한다. 알에서 갓 부화한 자어는 난황을 가지고 있으며 몸이 성장하는 2~5일 동안 난황에서 영양분을 흡수한다. 난황을 모두 흡수하고 나면 자어의 색은 어두워지고 먹이를 찾아 둥지를 떠난다.

## 섭이
찬넬동자개의 먹이활동은 밤낮을 가리지 않으며 식물과 동물 등 다양하게 섭이한다. 주로 저질에서 섭이활동을 하나 종종 수면에서도 먹이를 찾는다. 어린 개체는 수서 곤충을 먹으며 성어의 경우는 수서 곤충부터 달팽이, 가재, 녹색조류, 수생식물과 그 씨앗, 작은 물고기 등 다양한 먹이를 먹는다. 기회가 된다면 육지의 곤충도 잡아먹으며 새를 잡아먹었다는 기록도 보고된 바 있다. 전장(全長) 18인치 이상의 찬넬동자개는 주로 물고기를 잡아먹으며 총 먹이의 75%가 물고기이다. 찬넬동자개는 미각을 통해 먹이를 찾는다. 미뢰는 수염과 아가미 새궁에 가장 많이 분포하며 그 외에도 입, 인두 등 외부 표면 전체에서 발견된다. 물이 맑은 곳에서는 시각 또한 먹이를 찾는데 중요한 역할을 한다.